# Joseph H. H. Weiler

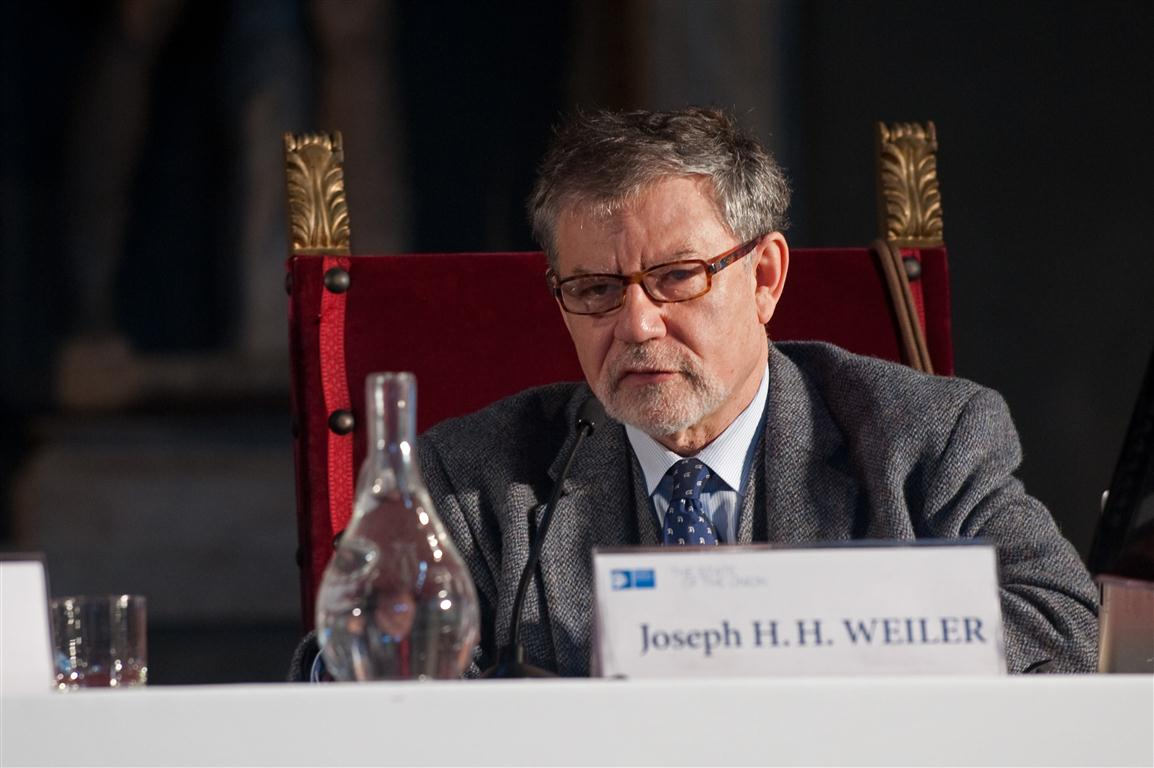
Joseph H. H. Weiler (2013)

Joseph Halevi Horowitz Weiler (* 1951 in Johannesburg, Südafrika) ist ein amerikanischer Rechtswissenschaftler. Er ist Professor für Völker- und Europarecht an der New York University School of Law und am Europakolleg in Brügge. Weiler gehört zu den führenden Experten für Europäisches Recht in den USA.

## Leben und Wirken
Weiler ist als Sohn eines litauischen Rabbiners in Jerusalem aufgewachsen. Er studierte zunächst an der University of Sussex, wo er mit dem Bachelor of Arts (B.A.) abschloss. In Cambridge erwarb er den Bachelor of Laws (LL.B.) und den Master of Laws (LL.M.). An der Haager Akademie für Völkerrecht in Den Haag studierte Weiler Völkerrecht. Promoviert wurde er am Europäischen Hochschulinstitut (EHI) mit einem europarechtlichen Thema.
Weiler lehrte von 1978 bis 1985 am EHI, von 1985 bis 1992 an der University of Michigan Law School und von 1992 bis 2001 an der Harvard Law School, bevor er im Jahr 2001 nach New York wechselte. 1999 wurde er in die American Academy of Arts and Sciences gewählt. Am 3. Dezember 2010 verlieh ihm die Juristische Fakultät der Humboldt-Universität zu Berlin die Ehrendoktorwürde. Er lebt mit seiner Frau und fünf Kindern in New York City, Florenz und Jerusalem.
Weiler arbeitet im Völker- und Europarecht sowie zur Rechtsvergleichung. Seine Schwerpunkte liegen im Recht der Europäischen Integration, der Globalisierung und der Demokratie. Weiler zählt zu den Dichterjuristen. Er hat im Jahr 1998 mit Der Fall Steinmann eine Novelle vorgelegt. Darin berichtet er von einer Reise, die ein deutscher Professor des öffentlichen Rechts unternimmt, um das Schicksal seines vorzeitig emeritierten Habilitationsvaters Theodor Steinmann aufzuklären. Vor diesem Hintergrund geht es um das Thema Freundschaft am Beispiel von Deutschen christlichen und jüdischen Glaubens. Im Jahr 2010 vertrat Joseph Weiler die Regierungen von acht Staaten vor der Großen Kammer des Europäischen Gerichtshofs für Menschenrechte im Fall Lautsi vs. Italien (Kruzifixurteil). 2022 wurde ihm der Joseph-Ratzinger-Preis der Fondazione Vaticana Joseph Ratzinger – Benedetto XVI verliehen. Für 2025 wurde ihm die Manley-O.-Hudson-Medaille der Amerikanischen Gesellschaft für internationales Recht (ASIL) zugesprochen.

## Veröffentlichungen
Monographien
- The Constitution of Europe – Do the New Clothes have an Emperor?, Cambridge Univ. Press, 1998 ISBN 978-0-521-58567-5, deutsch: Die Verfassung Europas, Suhrkamp, Frankfurt am Main 1998, ISBN 978-3-518-12082-8
- Kompetenzen und Grundrechte: Beschränkungen der Tabakwerbung aus der Sicht des Europarechts (gemeinsam mit Bruno Simma und Markus C. Zöckler), Duncker & Humblot, Berlin 1999, ISBN 978-3-428-09278-9
- Ein christliches Europa: Erkundungsgänge, übersetzt von Franz Reimer, mit einem Vorwort von Ernst-Wolfgang Böckenförde, Pustet, Salzburg 2004, ISBN 978-3-7025-0493-9
- Der Fall Steinmann, übersetzt von Michael Cochu, Wassmann, Bremen 1998 ISBN 978-3-926182-30-2, Taschenbuchausgabe Piper, München 2000, ISBN 978-3-492-23190-9

Herausgeberschaften
- The EU, the WTO, and the NAFTA: Towards a Common Law of International Trade?, Oxford Univ. Press, 2000, ISBN 978-0-19-829874-8
- The European Court of Justice (gemeinsam herausgegeben mit Grainne de Burca), Oxford Univ. Press, 2001, ISBN 978-0-19-924601-4

Er ist daneben auch im Redaktionsbeirat der Fachzeitschrift World Trade Review.